# USS Brill (SS-330)
USS Brill (SS-330) là một  tàu ngầm lớp Balao từng phục vụ cùng Hải quân Hoa Kỳ trong Chiến tranh Thế giới thứ hai. Nó là chiếc tàu chiến duy nhất của Hải quân Hoa Kỳ được đặt cái tên này, theo tên một loài trong chi Cá bơn. Nó đã phục vụ trong Thế Chiến II, thực hiện được ba chuyến tuần tra và chỉ gây hư hại cho một tàu Nhật Bản tải trọng khoảng 1.000 tấn. Sau khi xung đột chấm dứt, nó đã tiếp tục hoạt động trong giai đoạn Chiến tranh Lạnh cho đến năm 1948, rồi được chuyển giao cho Thổ Nhĩ Kỳ để tiếp tục phục vụ như là chiếc TCG Birinci İnönü (S 330) cho đến năm 1972. Con tàu cuối cùng được hoàn trả cho Hoa Kỳ để tháo dỡ. Brill được tặng thưởng một Ngôi sao Chiến trận do thành tích phục vụ trong Thế Chiến II.

## Thiết kế và chế tạo
Thiết kế của lớp Balao được cải tiến dựa trên  tàu ngầm lớp Gato dẫn trước, là một kiểu tàu ngầm hạm đội có tốc độ trên mặt nước cao, tầm hoạt động xa và vũ khí mạnh để tháp tùng hạm đội chiến trận. Khác biệt chính so với lớp Gato là ở cấu trúc lườn chịu áp lực bên trong dày hơn, và sử dụng thép có độ đàn hồi cao (HTS: High-Tensile Steel), cho phép lặn sâu hơn đến 400 ft (120 m). Con tàu dài 311 ft 9 in (95,02 m) và có trọng lượng choán nước 1.526 tấn Anh (1.550 t) khi nổi và 2.424 tấn Anh (2.463 t) khi lặn. Chúng trang bị động cơ diesel dẫn động máy phát điện để cung cấp điện năng cho bốn động cơ điện, đạt được công suất 5.400 shp (4.000 kW) khi nổi và 2.740 shp (2.040 kW) khi lặn, cho phép đạt tốc độ tối đa 20,25 hải lý trên giờ (37,50 km/h) và 8,75 hải lý trên giờ (16,21 km/h) tương ứng. Tầm xa hoạt động là 11.000 hải lý (20.000 km) khi đi trên mặt nước ở tốc độ 10 hải lý trên giờ (19 km/h) và có thể hoạt động kéo dài đến 75 ngày.
Tương tự như lớp Gato dẫn trước, lớp Balao được trang bị mười ống phóng ngư lôi 21 in (530 mm), gồm sáu ống trước mũi và bốn ống phía phía đuôi tàu, chúng mang theo tối đa 24 quả ngư lôi. Vũ khí trên boong tàu gồm một hải pháo 4 inch/50 caliber, một khẩu pháo phòng không Bofors 40 mm nòng đơn và một khẩu đội Oerlikon 20 mm nòng đôi, kèm theo hai súng máy .50 caliber. Trên tháp chỉ huy, ngoài hai kính tiềm vọng, nó còn trang bị ăn-ten radar SD phòng không và SJ dò tìm mặt biển. Tiện nghi cho thủy thủ đoàn bao gồm điều hòa không khí, thực phẩm trữ lạnh, máy lọc nước, máy giặt và giường ngủ cho hầu hết mọi người, giúp họ chịu đựng cái nóng nhiệt đới tại Thái Bình Dương cùng những chuyến tuần tra kéo dài đến hai tháng rưỡi.
Brill được đặt lườn tại xưởng tàu của hãng Electric Boat Company ở Groton, Connecticut vào ngày 23 tháng 9, 1943. Nó được hạ thủy vào ngày 25 tháng 6, 1944, được đỡ đầu bởi bà Francis S. Low, và được cho nhập biên chế cùng Hải quân Hoa Kỳ vào ngày 26 tháng 10, 1944 dưới quyền chỉ huy của Hạm trưởng, Thiếu tá Hải quân Harry Benjamin Dodge.

## Lịch sử hoạt động

### USSBrill
Sau khi hoàn tất việc chạy thử máy huấn luyện tại vùng biển ngoài khơi New England, Brill khởi hành từ Căn cứ Tàu ngầm Hải quân New London tại New London, Connecticut vào ngày 7 tháng 12, 1944 để đi đến vùng kênh đào Panama, và tiếp tục huấn luyện nhằm chuẩn bị để được điều động sang khu vực Mặt trận Thái Bình Dương. Nó khởi hành vào ngày 23 tháng 12 và đi đến Trân Châu Cảng vào ngày 8 tháng 1, 1945, nơi nó được sửa chữa sau chuyến đi và huấn luyện phóng ngư lôi tại khu vực quần đảo Hawaii.

#### Chuyến tuần tra thứ nhất
Khởi hành vào ngày 28 tháng 1 cho chuyến tuần tra đầu tiên, Brill đi đến Saipan vào ngày 9 tháng 2 để tiếp thêm nhiên liệu, rồi băng qua eo biển Luzon để đi đến ngoài khơi đảo Hải Nam tại biển Đông. Nó không tìm thấy mục tiêu nào cho đến ngày 20 tháng 2, khi bị một tàu ngầm đối phương tấn công với hai quả ngư lôi lúc đang phá hủy một quả thủy lôi trôi nổi bằng hải pháo; các quả ngư lôi sượt qua bên mạn phải và Brill phải chuyển hướng né tránh, lặn xuống và rút lui khỏi khu vực. Đến ngày 5 tháng 3, nó phát hiện một tàu chở dầu lớn được hai tàu khu trục và một máy bay tuần tra bảo vệ; tuy nhiên nó đã không thể tiếp cận đủ gần để tấn công.
Sang ngày hôm sau, Brill phối hợp với tàu ngầm chị em Chub (SS-329) để cùng tuần tra trong vịnh Bắc Bộ. Máy bay tuần tra đối phương đã tấn công cả hai bằng mìn sâu vào ngày 8 tháng 3, nhưng không gây ra thiệt hại gì. Đang khi làm nhiệm vụ tìm kiếm và giải cứu hỗ trợ cho chiến dịch ném bom xuống đảo Hải Nam, Brill lại phải cơ động để né tránh ngư lôi phóng từ một tàu ngầm đối phương. Đến ngày 21 tháng 3, nó gặp gỡ tàu ngầm Gurnard (SS-254) để đón lên tàu một sĩ quan Lục quân Australia cùng một người Malay cho một nhiệm vụ đặc biệt tại đảo Sakala, Java. Họ đổ bộ lên bờ vào ngày 25 tháng 3 và quay trở lại tàu một giờ sau đó cùng năm người Indonesia. Chiếc tàu ngầm quay trở về căn cứ tại Fremantle, Australia, đến nơi vào ngày 30 tháng 3, nơi nó được tái trang bị trong hai tuần lễ.

#### Chuyến tuần tra thứ hai và thứ ba
Trong chuyến tuần tra thứ hai từ ngày 27 tháng 4 đến ngày 4 tháng 6, Brill hoạt động dọc bờ biển phía Đông bán đảo Malay, nhưng đã không tìm thấy mục tiêu nào phù hợp. Con tàu quay trở về căn cứ tại vịnh Subic, Philppines để được tái trang bị cặp bên mạn tàu tiếp liệu tàu ngầm Howard W. Gilmore (AS-16) cho đến ngày 3 tháng 7.
Khởi hành từ vịnh Subic cho chuyến tuần tra thứ ba, cũng là chuyến cuối cùng, Brill đi đến khu vực vịnh Thái Lan vào ngày 8 tháng 7 để tham gia cùng các tàu ngầm khác trong một đội tấn công phối hợp "Bầy sói". Đến ngày 11 tháng 7, nó bắt gặp hai tàu tuần tra nhỏ, nên đã tiếp cận trên mặt nước và phóng tổng cộng 11 quả ngư lôi, nhưng chỉ có một quả trúng đích; những quả còn lại có thể đã đi bên dưới mục tiêu. Sang ngày 19 tháng 7, nó đụng độ một đoàn bao gồm hai tàu buôn được một tàu khu trục và hai tàu tuần tra hộ tống; bốn quả ngư lôi nó phóng ra đã không trúng đích. Sau khi tiếp tục tuần tra mà không gặp mục tiêu nào đáng kể, nó gặp gỡ Chub vào ngày 1 tháng 8 để chuyển giao số đạn pháo 5-inch còn lại rồi lên đường quay trở về căn cứ, về đến Fremantle vào ngày 9 tháng 8. 
Brill đang được tái trang bị cặp bên mạn tàu tiếp liệu tàu ngầm Clytie (AS-26) khi Nhật Bản chấp nhận đầu hàng vào ngày 15 tháng 8, giúp chấm dứt vĩnh viễn cuộc xung đột. Nó cùng Chub, Bumper (SS-333) và Bugara (SS-331) lên đường vào ngày 31 tháng 8 để hướng đến vịnh Subic, đến nơi vào ngày 9 tháng 9 nơi nó phục vụ cùng đội tàu ngầm Lực lượng Tiền phương biển Philippine cho đến tháng 1, 1946. 

#### 1946 - 1948
Quay trở về vùng bờ Tây Hoa Kỳ ngang qua Trân Châu Cảng, Brill đi đến San Diego, California vào ngày 12 tháng 2, 1946, nơi nó được sửa chữa cặp bên mạn tàu tiếp liệu tàu ngầm Sperry (AS-12). Nó quay trở lại Trân Châu Cảng vào ngày 1 tháng 5 để được đại tu, rồi tiếp tục hoạt động cùng Hạm đội Thái Bình Dương. Nó lên đường vào ngày 12 tháng 9 cho một chuyến đi đến Midway; Adak và Kodiak, Alaska; và đảo Indian tại Puget Sound, Washington. Nó quay trở lại Trân Châu Cảng vào ngày 9 tháng 11, và tiếp tục hoạt động cùng Hải đội Tàu ngầm 5 tại vùng biển Hawaii cho đến ngày 4 tháng 9, 1947. Chiếc tàu ngầm khởi hành đi San Diego, và được đại tu tại Xưởng hải quân San Francisco từ ngày 29 tháng 9, rồi lên đường đi sang vùng bờ Đông vào ngày 24 tháng 2, 1948, đi đến Căn cứ Tàu ngầm Hải quân New London vào ngày 16 tháng 3.
Brill được cho xuất biên chế vào ngày 23 tháng 5, 1948 đồng thời được chuyển giao cho Thổ Nhĩ Kỳ cùng ngày hôm đó. Tên nó được cho rút khỏi danh sách Đăng bạ Hải quân vào ngày 28 tháng 5, 1948,

### TCGBirinci İnönü(S330)
Nó phục vụ cùng Hải quân Thổ Nhĩ Kỳ như là chiếc TCG Birinci İnönü (đôi khi được viết là I. İnönü- "Inonu thứ nhất"), lần lượt mang các số hiệu lườn D-1 (1948), S-17 (1955), và cuối cùng là S 330 (1959). Nó trở thành chiếc tàu ngầm thứ hai được đặt tên theo Trận İnönü thứ nhất vào tháng 1, 1921 trong khuôn khổ cuộc Chiến tranh Hy Lạp-Thổ Nhĩ Kỳ (1919-22). Vào những năm 1952-1953, con tàu được nâng cấp trong khuôn khổ Chương trình Ống hơi Hạm đội tại Xưởng hải quân Gölcük và tại Xưởng hải quân Philadelphia.
Birinci İnönü được cho xuất biên chế vào năm 1972 hoặc năm 1973, được hoàn trả trên danh nghĩa cho Hoa Kỳ, rồi được bán cho hãng Stavros Vamvounakis tại Athens, Hy Lạp để tháo dỡ vào tháng 11, 1980.

## Phần thưởng
Brill được tặng thưởng một Ngôi sao Chiến trận do thành tích phục vụ trong Thế Chiến II.
|  |             |  |
|  | Bronze star |  |

| Dãi băng Hoạt động Tác chiến  |                                                                         |                                      |
| Huân chương Chiến dịch Hoa Kỳ | Huân chương Chiến dịch Châu Á-Thái Bình Dương với 1 Ngôi sao Chiến trận | Huân chương Chiến thắng Thế Chiến II |